# Kees van Dongen
Cornelis Theodorus Maria van Dongen, meglio noto come Kees van Dongen (Delfshaven, 26 gennaio 1877 – Monte Carlo, 28 maggio 1968), è stato un pittore olandese.

## Biografia
Nato nel 1877 a Delfshaven, vicino a Rotterdam, Kees Van Dongen studiò prima in una scuola di disegno industriale, poi all'Accademia di Belle Arti.
Nel 1897 si stabilì a Parigi, dove subì l'influenza di Édouard Vuillard e di Paul Gauguin e dove collaborò a varie riviste satiriche.
Nel 1904 venne allestita la sua prima mostra personale, grazie alla quale conobbe André Derain, che lo indirizzò verso la pittura fauve.
Nel 1905 partecipò al Salon d'Automne e i suoi quadri vennero messi nella famosa cage aux fauves, la gabbia delle belve feroci, come venne definita la sala dei fauves: le sue tele si distinguono per le tinte cromaticamente accese ed il disegno elegante e sensuale.
Nello stesso anno diventò amico di Pablo Picasso, con cui dipinse tra il 1905 e il 1910, la cui forte personalità lo avvicinò al cubismo; in questo periodo rimase colpito anche dall'espressionismo.
La sua indole di viaggiatore lo portò a compiere numerosi viaggi; attratto in modo particolare dalle culture mediterranee, dal 1910 al 1912 compì numerosi viaggi in Spagna, Italia, Marocco, Tunisia ed Egitto, che lo resero più colto e raffinato.
Nelle opere di questi anni Van Dongen ritrae la società del suo tempo con occhio critico e ironico e con uno stile brillante ed aggressivo, che tiene conto sia dei colori accesi e vivaci dei fauves, sia delle semplificazioni formali del cubismo, sia delle esperienze emotive dell'espressionismo: nasce così uno stile particolare, una fusione di diverse esperienze che porta verso una pittura diretta ed aggressiva.
La sua tavolozza particolarmente ricca esprime una potente vitalità, passionale e sensuale, indipendentemente dai soggetti scelti: la vita del circo e dei cabaret, le ricche dame dell'alta borghesia (che si contesero i suoi ritratti), la sfrontatezza di nudi provocanti e lussuriosi, la purezza e l'innocenza dei bambini, i ricordi dei suoi viaggi, le nature morte.
Questi temi ricorrenti vengono trasportati nel suo spazio pittorico, in una dimensione più vicina alla fantasia che alla realtà, dove lo sfondo scompare, i contorni si fanno netti e i colori si infiammano di vita propria.
Si notano la libertà nelle linee, la vivacità nei colori e l'attenzione agli aspetti decorativi tipiche dei fauves, in particolare di Henri Matisse e di André Derain: i rapidi tocchi di colore intenso, in cui sono abilmente dosate le tinte calde e quelle fredde, danno movimento e incisività alla scena, la brillantissima luce evidenzia forti contrasti di tono, il disegno è volutamente trascurato, il rifiuto delle tradizionali regole della prospettiva e del chiaroscuro porta a piani schiacciati e senza profondità, in cui l'ambientazione è ridotta ai minimi termini, con personaggi che fluttuano in uno spazio privo di gravità.
Van Dongen accetta inoltre la semplificazione geometrica dei primi paesaggi cubisti di Pablo Picasso; queste soluzioni stilistiche gli permettono di variare il ritmo della composizione, giocando sul contrasto tra curve sinuose.
Nello stesso tempo compaiono alcuni elementi più vicini all'espressionismo: mentre i fauves trattano i loro soggetti da un punto di vista puramente descrittivo, con poche allusioni di natura psicologica o sociale, i ritratti di Van Dongen vanno al di là della semplice rappresentazione e ricercano valori emotivi e simbolici attraverso un'analisi impietosa della società in cui vive, proprio come stavano facendo negli stessi anni gli espressionisti tedeschi.
Dopo la prima guerra mondiale Van Dongen trascorse gran parte dell'anno in Costa Azzurra e a Parigi: furono gli anni più fecondi della sua maturità artistica, che lo portarono a essere insignito della Legion d'Onore nel 1926.
Dopo la seconda guerra mondiale abbandonò le opere di grande formato, si dedicò ai ritratti e rallentò la sua attività.
Nel 1959 si stabilì a Monte Carlo, dove morì il 28 maggio 1968.